# Federico Pérez Ponsa
Federico Pérez Ponsa (Zárate, Buenos Aires, 22 de octubre de 1993) es un Gran Maestro de ajedrez de Argentina.

## Carrera ajedrecística
En julio de 2007 se consagra Campeón Panamericano Sub-14 en Medellín, Colombia, logrando el título de Maestro Fide.
En marzo de 2009, obtiene su última norma de Maestro Internacional, en el ITT Proyección Sub-20, realizado en GEBA.
En mayo del mismo año , clasifica por primera vez al Campeonato Argentino Superior (84°), disputado en La Plata, a los 15 años de edad. En mayo de 2011, se consagra Campeón Sudamericano Sub-20 en Tarija, Bolivia.
Pérez Ponsa se convierte en Gran Maestro en 2011, en el torneo Gráfica Yael, a los 17 años de edad.
En julio de 2014, en el 89° Campeonato Argentino Superior , empata el primer puesto y pierde el desempate contra Rubén Felgaer. 
En diciembre, obtiene el 1° Puesto con en el Abierto Internacional de San Luis.
En mayo de 2015, logra la clasificación en el Continental de las Américas y participa de la Copa del Mundo de Ajedrez en septiembre de 2015. Empata 1-1 contra el GM Leinier Domínguez y es eliminado en los desempates. En noviembre, se impone en el II Magistral Aloas organizado en el Palacio de las Aguas Corrientes.
En agosto de 2016, gana el Magistral Copa Mercosur en Villa Martelli.
En septiembre de 2017, se consagra como Campeón Metropolitano en el Club Torre Blanca.
En octubre de ese año, es Subcampeón Argentino Superior, en el 92° Campeonato Argentino realizado en Morón.
En abril de 2018, gana la Copa de la Legislatura disputado en la Legislatura Porteña.
En noviembre, obtiene el 1° puesto del 25° Abierto Pro-AM Copa Clarín en Villa Martelli
En la lista del 1° de febrero de 2019, ingresa al Top 100 FIDE tanto en Blitz (2646) como en Rapid (2655). 
En agosto de 2019, obtiene el 1° Puesto en el Magistral Copa Mercosur, en Villa Martelli.
En mayo de 2021, clasifica en el Continental de las Américas Híbrido y participa por segunda vez en la Copa del Mundo de Ajedrez en julio de 2021. En la misma, empata 1-1 en primera ronda contra el GM Momchil Nikolov venciéndolo en los desempates. En la segunda ronda, cae 1.5-0.5 ante el GM Aleksandr Grischuk.
En noviembre de 2021, gana el 28° Abierto Pro-AM Copa Clarín en Villa Martelli.
En junio de 2022, en el 96° Campeonato Argentino disputado en el Club Argentino de Ajedrez, empata el primer puesto y se consagra Campeón Argentino Superior superando en un triangular de desempate a los GM Leonardo Tristán y Ariel Sorín
En octubre de 2022, participa de los XII Juegos Suramericanos Asunción 2022 y obtiene 3 medallas. En las competencias individuales, obtuvo la medalla de Bronce en Rápidas . En las competencias mixtas, obtuvo medalla de Plata en Blitz y medalla de Oro en Rápidas junto a Claudia Amura.
En septiembre de 2023, gana el II Abierto Circuito Minero en Catamarca. 
En octubre de 2023, en el 98° Campeonato Argentino Superior , empata el primer puesto y pierde el desempate contra Fernando Peralta.

### Olimpíadas
Representó a Argentina en cuatro Olimpiadas de Ajedrez
| N° | Ed. | Año  | Sede             | Resultados | Puntos |
| -- | --- | ---- | ---------------- | ---------- | ------ |
| 1  | 41° | 2014 | Tromsø, Noruega  | +2 =3 -2   | 3/6    |
| 2  | 42° | 2016 | Bakú, Azerbaiyán | +4 =3 -2   | 5.5/9  |
| 3  | 43° | 2018 | Batumi, Georgia  | +1 =3 -2   | 2.5/6  |
| 4  | 44° | 2022 | Chennai, India   | +2 =4 -2   | 4/8    |

### Campeonatos Argentinos
| N° | Ed. | Año  | Sede           | Puesto | Puntos |
| -- | --- | ---- | -------------- | ------ | ------ |
| 1  | 84° | 2009 | La Plata       | 11°    | 4.5/11 |
| 2  | 86° | 2011 | La Plata       | 3°     | 8/11   |
| 3  | 87° | 2012 | Villa Martelli | 14°    | 6.5/11 |
| 4  | 88° | 2013 | Chaco          | 4°     | 7.5/13 |
| 5  | 89° | 2014 | Chaco          | 2°     | 9.5/13 |
| 6  | 91° | 2016 | Villa Martelli | 5°     | 8/13   |
| 7  | 92° | 2017 | Ramos Mejía    | 2°     | 8/13   |
| 8  | 93° | 2018 | Villa Martelli | 3°     | 8.5/13 |
| 9  | 95° | 2020 | Villa Martelli | 4°     | 6.5/11 |
| 10 | 96° | 2021 | Buenos Aires   | 1°     | 8.5/11 |
| 11 | 97° | 2022 | Bariloche      | 7°     | 5.5/11 |
| 12 | 98° | 2023 | Buenos Aires   | 2°     | 8/11   |

## Reconocimientos
Premio Revelación Clarín (2009)
Premio Podio al Mejor Deportista de Zárate (2009 y 2011)
Premio Olimpia de Plata (2011) 
Premio Jorge Newbery (2015).
En 2020 es reconocido con el Premio Konex - Diploma al Mérito como uno de los 5 mejores ajedrecistas argentinos de la última década.